# 尻鋸脂鯉
尻鋸脂鯉（学名：Pygopristis denticulata），俗称银光水虎鱼，為锯脂鲤科尻鋸脂鯉属的唯一一个種，分布於南美洲奧里諾科河、亞馬遜河下游及圭亞那淡水流域，體長可達20公分，棲息在底中層水域，利牙會造成創傷，可做為食用魚。

## 扩展阅读
維基物種上的相關：尻鋸脂鯉